# George Paget

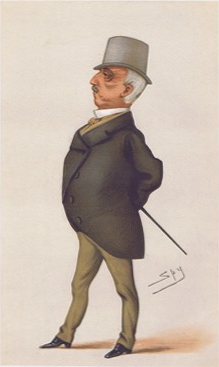
George Paget, karikatyr av Leslie Ward i Vanity Fair, oktober 1877.

Lord George Augustus Frederick Paget, född den 16 mars 1818, död den 30 juni 1880, var en brittisk militär. Han var  dotterson till Charles Cadogan, 1:e earl Cadogan, son till Henry Paget, 1:e markis av Anglesey samt halvbror till Henry Wellesley, 1:e earl Cowley och Gerald Valerian Wellesley.
Paget, som slutade sin bana som general, anförde tredje linjen vid lätta brigadens ryktbara anfall vid Balaklava (1854). Han utgav 1881 sina dagböcker från Krimkriget, Crimean journals.